# Thaiboksen

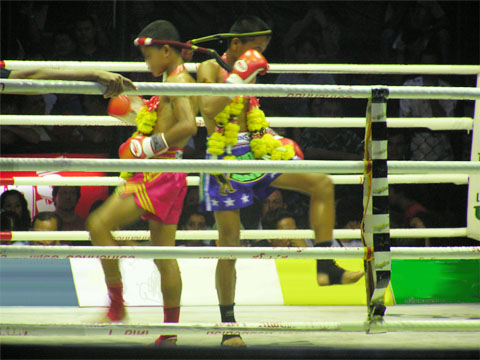
Twee Thaise jongens doen de rituele dans, voor het boksen.

Thaiboksen (Thai: muay Thai) is een oude vechtsport die al eeuwen in Thailand wordt beoefend.  De sport kent zijn oorsprong in Khmer-rijk en Thailand.  Het thaiboksen is niet enkel meer in Thailand populair, maar over de hele wereld wordt deze sport actief beoefend. 
Het huidige muay Thai is indirect afkomstig uit de gewapende vechtkunst krabi krabong. Wanneer een krabi krabong-vechter zijn wapens niet meer had, kon hij zijn acht lichaamsdelen als dodelijke wapens gebruiken; deze stijl wordt muay boran genoemd. Vanuit het dodelijke muay boran (oude boksen) is het huidige wedstrijd gerichte muay Thai ontstaan. 
Veel muay boran technieken zijn niet meer toegestaan tijdens wedstrijden omdat deze gewoonweg te dodelijk zijn.
In het verleden stond muay Thai ook bekend als:
- Mai See Sawk
- Muay Pahuyuth
- Chaiaboksen
- Siamees boksen (Siam is de oude naam voor het huidige Thailand)

Bij het thaiboksen waarin op het eerste gezicht alles lijkt te zijn toegestaan is men echter toch wel gebonden aan regels. Toegestaan is het gebruik van vuisten, ellebogen, knieën en benen. De techniek van het gebruik van de vuisten is ongeveer gelijk aan die in het boksen; het verschil zit hem in het gebruik van de knieën, ellebogen en benen.

## Beschrijving
Een bokser mag zijn tegenstander K.O. (knock-out) slaan met zijn vuisten. In het thaiboksen is daarnaast ook een K.O. met de benen, knieën en ellebogen toegestaan. Trappen kunnen naar het hoofd en naar lichaam en bovenbeen gemaakt worden. Vooral de zogenaamde low kicks, die op de bovenbeenspier belanden, hebben een bijzonder effectieve en ook wel pijnlijke uitwerking. Bij herhaald contact kan de thaibokser niet op de benen blijven staan en moet hij de wedstrijd soms opgeven.
Een ander verschil met het boksen is het zogenaamde "clinchen". Bij het normale boksen worden de vechters gescheiden op het moment dat zij elkaar als het ware "omarmen", maar bij thaiboksen is het dan toegestaan om de tegenstander met de knie of elleboog te bewerken en indien mogelijk met "sweeps" tegen het canvas te gooien. Hierdoor vereist deze sport veel training van de beoefenaar, alvorens er aan wedstrijden kan worden deelgenomen. Zeer velen beoefenen deze sport daarom puur recreatief; slechts een kleine groep komt in wedstrijden uit.

## Verspreiding
Het thaiboksen is een vechtsport die al eeuwen bestaat, het werd in Thailand en buurlanden in tijd van vrede beoefend door de soldaten en boeren. In de loop der jaren heeft het zich ontwikkeld tot een van de effectiefste vechtsporten in de wereld. Eind jaren zestig, begin jaren zeventig begonnen de Europeanen en Amerikanen zich steeds meer te verdiepen in deze sport. In deze periode is de sport ook in Nederland geïntroduceerd. Hier werd het thaiboksen door reglementaire aanpassingen omgevormd tot kickboksen, door het verbieden van bepaalde technieken en het weglaten van de traditionele rituele dansen uit het wedstrijdprogramma (de ram muay). Er zijn veel verschillende bonden en stijlen ontstaan die allemaal andere regels/technieken hebben.

### Benelux
Bekende Nederlandse sporters zijn onder anderen Ramon Dekkers, Rob Kaman, Rayen Simson, Ilonka Elmont en Jorina Baars.
In België is het thaiboksen sterk in opkomst. De succesvolste beoefenaar is Youssef Boughanem, die kampioen werd bij onder andere de Lumpinee Stadium en Rajadamnern Stadium.

### Internationale genootschappen en federaties
- World Muay Thai Council (WMC)
- World Boxing Council Muay Thai (WBC Muay Thai)
- World Muaythai Federation (WMF)
- International Muay Boran Academy (IMBA)
- International Federation of Muay Thai Amateurs (IFMA)
- World Kickboxing Association (WKA)
- International Kickboxing Federation (IKF)
- International Kickboxing Association (IKAS)
- World Professional Thai Boxing League (WPTBL)